# Oglasa parallela
Oglasa parallela är en fjärilsart som beskrevs av George Francis Hampson 1926. Oglasa parallela ingår i släktet Oglasa och familjen nattflyn. Inga underarter finns listade i Catalogue of Life.